# När hiphop tog över
När hiphop tog över är en svensk dokumentärserie från 2023 som hade premiär på SVT den 22 februari 2023. Första säsongen består av fyra program. Serien är regisserad av Thomas Jackson och Johannes Cakar. Serien består av fyra avsnitt.

## Handling
Serien handlar om hur hiphopen på knappt tio år tagit över musikscenen i Sverige. Rap och hiphop dominerar såväl topplistorna som tidningsrubrikerna. Det är  både succéer och utmärkelser men även ett  mörkt kapitel med kriminalitet och död. SVT har intervjuat ett trettiotal av Sveriges hiphopartister och producenter som berättar om hur hiphopen utvecklats under 2000-talet.

## Medverkande

### Avsnitt 1: Do it yourself
- Salla Salazar, Stor, Dani M, Silvana Imam, Linda Pira, Labyrint, Adam Tensta och Erik Lundin

### Avsnitt 2: Hela landets hiphop
- Lorentz, Ison & Fille, Cleo, Fricky och O-Zone

### Avsnitt 3: Gangster-rap exploderar
- Sebbe Staxx, Leo Carmona, Kakka, Blizzy, Dani M, Stress och Straynané

### Avsnitt 4: Sverige är för litet
- Jireel, Imenella, Ricky Rich, Shenzi, Linda Pira, Manny Flaco, Grind Gang, Adaam och VC Barre